# 이정우 (충청남도의원)
이정우(李廷雨, 1959년 12월 6일 ~ )는 대한민국의 제8·12대 충청남도의원이다.

## 학력
- 대치국민학교 졸업
- 청양중학교 졸업
- 청양농업고등학교 졸업
- 청양대학 자치행정과 졸업

## 경력
- 농업경영인
- 충청남도 4-H 연합회장
- 대전·충남 염소축협 상무
- 심대평 충청남도지사 후보 연락소장
- 충청남도 도정평가위원
- 청양군 학교운영위원장협의회 회장
- 충청남도교육청 행정모니터요원
- 청양대학교 대외협력처 근문
- 청양군 4-H후원회 회장
- 청양중·고등학교 청양지역동창회 부회장
- 국민중심당 청년중앙위원회 부위원장
- 2006.07 ~ 2010.06 제8대 충청남도의회 의원
- 2006.07 ~ 2008.07 제8대 충청남도의회 전반기 농수산경제위원회 위원
- 2006.07 ~ 2008.07 제8대 충청남도의회 전반기 예산결산특별위원회 위원
- 2008.07 ~ 2010.06 제8대 충청남도의회 후반기 교육사회위원회 위원
- 2008.07 ~ 2010.06 제8대 충청남도의회 후반기 예산결산특별위원회 위원
- 충청남도 도정자문위원
- 88올림픽 추진위원회 위원
- 충청남도 4-H본부회장
- 청양군문화원 부원장
- 국민중심당 중앙청년위원회 부위원장
- 자유선진당 충청남도 청년위원회 위원장
- (사)충청남도 의정회 사무총장
- 2024.04 ~ 제12대 충청남도의회 의원
- 2024.04 ~ 2024.07 제12대 충청남도의회 전반기 기획경제위원회 위원
- 2024.07 ~ 제12대 충청남도의회 후반기 기획경제위원회 위원
- 2024.07 ~ 제12대 충청남도의회 후반기 예산결산특별위원회 위원
- 제12대 충청남도의회 충청남도 밤·임산업 활성화를 위한 특별부위원장
- 제12대 충청남도의회 재단법인 충남연구원 원장 후보자 인사청문특별위원회 위원

## 수상
- 농업부문 석탑산업훈장

## 역대 선거 결과
|  | 56.01% |

|  | 48.29% |

|  | 52.09% |